# Калих-3
Калих-3 — упразднённое село в Цумадинском районе Дагестана Российской Федерации. Входило в состав сельского поселения Агвалинский сельсовет. В 2005 году включено в состав села Агвали.

## Географическое положение
Примыкало к селу Агвали.

## История
По данным переписей 1926 и 1939 годов в Агвалинский сельсовет помимо собственно села Агвали входил также и хутор Колих. По переписи 1970 года в сельсовете значиться уже четыре хутора с названием Калих и порядковыми номерами с 1 по 4-й. К 1989 году в составе сельсовета осталось только два хутора: Калих 3-й и Калих 4-й. Последний раз упоминается в 2004 году, как село Калих-3 Агвалинского сельсовета.

## Население
| 1979 | 1989 | 2002 | 2003 | 2004 |
| ---- | ---- | ---- | ---- | ---- |
| 112  | ↗204 | ↘185 | ↘138 | ↗139 |

Национальный состав
Согласно результатам переписи 2002 года, в национальной структуре населения аварцы составляли 100 %.